# Liga de Campeones de Baloncesto 2016-17
La Liga de Campeones de Baloncesto 2016-17 (en inglés Basketball Champions League) fue la primera edición del máximo torneo a nivel de clubes e instituciones del baloncesto europeo gestionada por FIBA. Este novedoso torneo pretende competir con la Euroleague por ser el mejor torneo del continente. El torneo fue presentado el 21 de marzo de 2016.
La Final Four se disputó en el pabellón Santiago Martín en Tenerife siendo el vencedor de la primera edición el Iberostar Tenerife español que derrotó en la final 63-58 al Banvit turco.

## Formato
Fase previa
Comienza en septiembre. 8 equipos se emparejan y disputan dos partidos, el ganador avanza de fase, el perdedor accede a la Copa Europea de la FIBA 2016-17. Los ganadores se emparejan junto con otros 16 equipos y enfrentan nuevamente en dos partidos, los ganadores acceden a la Fase regular, los perdedores a la Copa Europea de la FIBA.
Fase regular
Comienza en octubre. 8 equipos que acceden de la fase previa y se suman a 28 equipos clasificados automáticamente. Los 32 equipos se dividen en cuatro grupos de 8 equipos cada uno, donde disputan partidos todos contra todos dentro del grupo a ida y vuelta. Se los ordena en una tabla y que determinará quiénes avanzan a los Play-offs. Los ubicados en la 6.ª plaza junto a los tres mejores 7.º acceden a la Copa Europea de la FIBA, mientras que los tres peores séptimos y los ubicados en la 8.ª posición dejan de participar en competencia europea.
Play ofss
Se disputarán tres rondas hasta conocer los cuatro participantes en la Final Four. En la primera ronda que será a dos partidos, uno en cada campo, se enfrentarán 16 equipos, los cuales han acabado la fase de grupos en la 3.ª y 4.ª plaza al igual que los dos peores segundos y los cuatro mejores quintos, quedando por tanto exentos los cinco campeones de grupo y los tres mejores segundos.
La segunda ronda contará con los 8 vencedores después de la primera ronda de play-offs final y los cinco campeones de grupo y los tres mejores segundos de grupos, volviéndose a repetir la eliminatoria al mejor acumulado en dos partidos jugándose uno en cada cancha.
Finalmente los 8 ganadores de la segunda eliminatoria de este play-off final se emparejan nuevamente con el mismo formato. Los 4 ganadores disputarán la Final Four donde se conocerá el I campeón de esta competición.
Final Four
El final four se disputa en una única sede durante tres días entre el 28 y el 30 de abril de 2017. El ganador de esta etapa se proclama campeón.

## Equipos clasificados
Nota: se excluirán los equipos que tengan plaza en la Euroleague y Eurocup.
| Fase regular                     | Fase regular                    | Fase regular                    | Fase regular                |
| -------------------------------- | ------------------------------- | ------------------------------- | --------------------------- |
| ASVEL Lyon-Villeurbanne (1.º)    | Umana Reyer Venezia (4.º)       | Partizan (2.º)                  | Cibona (2.º)                |
| SIG (2.º)                        | Banco Di Sardegna Sassari (7.º) | Mega Leks (3.º)                 | Helios Suns (1.º)           |
| AS Monaco (3.º)                  | Fraport Skyliners (3.º)         | Telenet Ostende (1.º)           | Maccabi Rishon LeZion (1.º) |
| Le Mans Sarthe (1.º)             | EWE Baskets Oldenburg (5.º)     | Proximus Spirou Charleroi (5.º) | Neptunas (2.º)              |
| Banvit (5.º)                     | MHP RIESEN Ludwigsburg (6.º)    | Stelmet Zielona Góra (1.º)      | Khimik (1.º)                |
| Pinar Karsiyaka (6.º)            | AEK Atenas (3.º)                | Rosa Radom (2.º)                | CEZ Nymburk (1.º)           |
| Beşiktaş Sompo Japan (9.º)       | Aris (4.º)                      | Iberostar Tenerife (9.º)        | Ventspils (3.º)             |
| Sidigas Avellino (3.º)           | PAOK (5.º)                      | Avtodor Saratov (6.º)           | Szolnoki Olaj KK (1.º)      |
| Fase previa 2.ªRonda             |                                 |                                 |                             |
| Porto (1.º)                      | Muratabey Uşak Sportif (7.º)    | Juventus (4.º)                  | Kataja (5.º)                |
| SL Benfica (2.º)                 | Ironi Nahariya (6.º)            | Mornar (2.º)                    | Södertälje Kings (1.º)      |
| Openjobmetis Varese (9.º)        | Lukoil Academic (1.º)           | Igokea Aleksandrovac (1.º)      | Bakken Bears (2.º)          |
| Fase previa 1.ªRonda             |                                 |                                 |                             |
| Oradea (1.º)                     | Rilski Sportist (3.º)           | Donar (1.º)                     | Prievidza (1.º)             |
| U-MovilTeco BT Cluj-Napoca (4.º) | Tartu Ülikool/Rock (2.º)        | Petrolina AEK Larnaca (1.º)     | Tsmoki-Minsk (1.º)          |

### Distribución
|                                           | Equipos que entran en esta fase | Equipos que provienen de la fase anterior |
| ----------------------------------------- | --- | ----------------------------------------- |
| Fase previa 1.ª eliminatoria (8 equipos)  | 5 campeones de liga, 1 subcampeón de liga, 1 tercero de liga y 1 cuarto de liga                                                                            | —                                         |
| Fase previa 2.ª eliminatoria (16 equipos) | 4 campeones de liga,3 subcampeones de liga, un 4.º,5.º,6.º,7.º,9.º de liga                                                                                 | 4                                         |
| Fase regular (40 equipos)                 | 8 campeones de liga, 5 subcampeones de liga, 6 terceros de liga, 2 cuartos, 4 quintos, 3 sextos, 1 séptimo, 2 novenos de liga y 1 campeón de copa nacional | 8                                         |
| Play-offs 1.ª fase (16 equipos)           | los 2 peores segundos, los 5 terceros, los 5 cuartos y los 4 mejores quintos de la fase de grupos                                                          | 16                                        |
| Play-offs 2.ª fase (16 equipos)           | los 5 campeones de grupos y los 8 vencedores de la 1.ª fase de la eliminatoria                                                                             | 8 (y 8 de la fase de grupos)              |
| Play-offs 3.ª fase (8 equipos)            | los 8 vencedores de la 2.ª fase de la eliminatoria | 8                                         |
| FINAL FOUR (4 equipos)                    | 4 vencedores de la 3.ª fase de la eliminatoria | 4                                         |

## Calendario
| Fase         | Ronda                | Fechas                                    |
| ------------ | -------------------- | ----------------------------------------- |
| Fase previa  | Primera ronda        | 27 y 29 de septiembre                     |
| Fase previa  | Segunda ronda        | 4 y 6 de octubre                          |
| Fase regular | Ronda de grupos      | 3, 10, 17 y 24 de noviembre               |
| Fase regular | Ronda de grupos      | 1, 8, 15 y 22 de diciembre                |
| Fase regular | Ronda de grupos      | 5, 12, 19 y 26 de enero                   |
| Play-offs    | Primer eliminatoria  | 7-8 y 21-22 de febrero                    |
| Play-offs    | Segunda eliminatoria | 28 de febrero y 1 de marzo y 7-8 de marzo |
| Play-offs    | Tercera eliminatoria | 21-22 y 28-29 de marzo                    |
| Final Four   | Fase única           | 28 al 30 de abril                         |

## Fase Previa
En la fase previa los equipos son divididos en dos bombos y los cabezas de serie se asignan según el ranking de ligas europeas. Se realizaran dos play offs a eliminatoria en formato ida y vuelta. Cabe destacar que en estas dos rondas clasificatorias no podrán enfrentarse dos equipos de una misma liga.

### Fase Previa 1.ª ronda
Para la fase previa, los equipos son divididos en dos grupos por carácter geográfico.
| Región A                                           | Región B                                                             |
| -------------------------------------------------- | -------------------------------------------------------------------- |
| Donar Rilski Sportist Oradea Petrolina AEK Larnaca | Tartu Ülikool/Rock Tsmoki-Minsk Prievidza U-MovilTeco BT Cluj-Napoca |

La ida de estos partidos serán el 27 de septiembre, y la vuelta el 29 de septiembre de 2016.
| Equipo 1              | Agr.    | Equipo 2                   | Ida   | Vuelta |
| --------------------- | ------- | -------------------------- | ----- | ------ |
| Donar                 | 133-141 | Tartu Ülikool/Rock         | 76-76 | 57-65  |
| Rilski Sportist       | 122-146 | Tsmoki Minsk               | 58-72 | 64-74  |
| Oradea                | 144-131 | Prievidza                  | 71-64 | 73-67  |
| Petrolina AEK Larnaca | 106-145 | U-MovilTeco BT Cluj-Napoca | 50-78 | 56-67  |

### Fase Previa 2.ª ronda
Como en la primera ronda, los ocho equipos que exentos de jugar un primer play-off y entrantes en esta ronda, son divididos en dos grupos con criterio geográfico.
| Región A                                                          | Región B                                                                   |
| ----------------------------------------------------------------- | -------------------------------------------------------------------------- |
| Szolnoki Olaj KK Proximus Spirou Charleroi MHP RIESEN Ludwigsburg | Lukoil Academic Beşiktaş Sompo Japan Muratabey Uşak Sportif Ironi Nahariya |

La ida se celebrará el 4 de octubre y la vuelta el 6 de octubre de 2016.
| Equipo 1               | Agr.    | Equipo 2                   | Ida   | Vuelta |
| ---------------------- | ------- | -------------------------- | ----- | ------ |
| Tartu Ülikool/Rock     | 137-158 | Bakken Bears               | 67-75 | 70-83  |
| Tsmoki Minsk           | 133-141 | Ironi Nahariya             | 66-70 | 67-71  |
| Lukoil Academic        | 123-142 | Oradea                     | 75-72 | 58-70  |
| Muratabey Uşak Sportif | 178-156 | U-MovilTeco BT Cluj-Napoca | 93-90 | 85-66  |
| Kataja                 | 156-124 | Södertälje Kings           | 97-58 | 59-66  |
| SL Benfica             | 144-145 | Openjobmetis Varese        | 72-75 | 72-70  |
| Porto                  | 140-160 | Juventus                   | 81-83 | 59-77  |
| Igokea                 | 131-152 | Mornar                     | 71-69 | 60-83  |

Nota
El orden de localía en los emparejamientos se decidió en el sorteo.

## Fase de grupos
Los 40 equipos clasificados directamente o en la fase previa son distribuidos en cinco grupos de ocho mediante sorteo, eso sí, no podrán coincidir equipos de la misma liga en un grupo. 
Se disputarán 14 encuentros por grupo, en el clásico formato de liguilla en el que terminaran jugando todos contra todos tanto en casa como de visitantes.
Los cinco líderes y los tres mejores segundos, tendrán el premio de ser exentos de jugar una primera ronda de play off y esperar en cuartos. Una ronda donde llegarán junto a ellos, los ocho ganadores del primer play off y para este se clasificarán los dos peores 2.º,los 3.º y 4.º de cada grupo, y los cuatro mejores 5.º. 
Pero esto no es todo, el peor 5.º, todos los 6.º y los dos mejores 7.º, caerán en la fase final de la FIBA Europe Cup 2016-2017.
Los tres peores 7.º y los cinco 8.º tras concluir esta fase, tristemente habrán terminado su andadura europea, al menos durante la presente temporada.
Esta ronda será disputada desde octubre de 2016 a enero de 2017.

### Grupo A
| Pos. | Equipo            | PJ | G  | P  | GF   | GC   | DG   | Pts | Clasificación                  |
| ---- | ----------------- | -- | -- | -- | ---- | ---- | ---- | --- | ------------------------------ |
| 1    | Monaco            | 14 | 12 | 2  | 1034 | 919  | +115 | 26  | Acceden a Dieciseisavos        |
| 2    | Banvit            | 14 | 11 | 3  | 1130 | 1010 | +120 | 25  | Acceden a Dieciseisavos        |
| 3    | ČEZ Nymburk       | 14 | 10 | 4  | 1124 | 1005 | +119 | 24  | Acceden a clasificatoria       |
| 4    | Aris              | 14 | 8  | 6  | 1078 | 992  | +86  | 22  | Acceden a clasificatoria       |
| 5    | Fraport Skyliners | 14 | 7  | 7  | 978  | 983  | −5   | 21  | Acceden a clasificatoria       |
| 6    | Ironi Nahariya    | 14 | 5  | 9  | 1013 | 1035 | −22  | 19  | Transferidos a FIBA Europe Cup |
| 7    | Helios Suns       | 14 | 2  | 12 | 834  | 947  | −113 | 16  |                                |
| 8    | Bakken Bears      | 14 | 1  | 13 | 963  | 1263 | −300 | 15  |                                |

 Fuente: Basketball Champions League

### Grupo B
| Pos. | Equipo                | PJ | G | P  | GF   | GC   | DG  | Pts | Clasificación                 |
| ---- | --------------------- | -- | - | -- | ---- | ---- | --- | --- | ----------------------------- |
| 1    | Le Mans Sarthe        | 14 | 9 | 5  | 1029 | 938  | +91 | 23  | Accede a Dieciseisavos        |
| 2    | Umana Reyer Venezia   | 14 | 9 | 5  | 1033 | 1030 | +3  | 23  | Accede a clasificatoria       |
| 3    | Pınar Karşıyaka       | 14 | 9 | 5  | 1046 | 963  | +83 | 23  | Accede a clasificatoria       |
| 4    | Avtodor Saratov       | 14 | 7 | 7  | 1190 | 1147 | +43 | 21  | Accede a clasificatoria       |
| 5    | Maccabi Rishon LeZion | 14 | 7 | 7  | 1000 | 996  | +4  | 21  | Accede a clasificatoria       |
| 6    | Oradea                | 14 | 6 | 8  | 959  | 1047 | −88 | 20  | Transferido a FIBA Europe Cup |
| 7    | Kataja                | 14 | 6 | 8  | 1091 | 1131 | −40 | 20  | Transferido a FIBA Europe Cup |
| 8    | Khimik                | 14 | 3 | 11 | 929  | 1025 | −96 | 17  |                               |

 Fuente: Basketball Champions League

### Grupo C
| Pos. | Equipo                  | PJ | G  | P  | GF   | GC   | DG   | Pts | Clasificación                                    |       | ASV   | NEP   | OLD   | PAOK  | VEN   | UŞAK   | VAR   | RAD   |
| ---- | ----------------------- | -- | -- | -- | ---- | ---- | ---- | --- | ------------------------------------------------ | ----- | ----- | ----- | ----- | ----- | ----- | ------ | ----- | ----- |
| 1    | ASVEL Lyon-Villeurbanne | 14 | 10 | 4  | 1063 | 977  | +86  | 24  | clasificado para la 2.ª eliminatoria de Play-Off |       | —     | 68-64 | 76-69 | 70-56 | 83-68 | 83-69  | 86-70 | 87-67 |
| 2    | Neptunas                | 14 | 10 | 4  | 1051 | 958  | +93  | 24  | clasificado para la 2.ª eliminatoria de Play-Off |       | 81-67 | —     | 69-73 | 68-63 | 84-68 | 103-88 | 94-60 | 66-63 |
| 3    | EWE Baskets Oldenburg   | 14 | 10 | 4  | 1070 | 983  | +87  | 24  | clasificado para la 1.ª eliminatoria de Play-Off |       | 79-81 | 63-64 | —     | 67-62 | 87-73 | 106-77 | 78-53 | 83-71 |
| 4    | PAOK                    | 14 | 7  | 7  | 1031 | 990  | +41  | 21  | clasificado para la 1.ª eliminatoria de Play-Off |       | 61-67 | 82-73 | 79-82 | —     | 85-81 | 59-52  | 78-69 | 85-66 |
| 5    | Ventspils               | 14 | 7  | 7  | 1061 | 1057 | +4   | 21  | clasificado para la 1.ª eliminatoria de Play-Off |       | 77-72 | 66-61 | 76-77 | 54-84 | —     | 97-86  | 91-66 | 74-53 |
| 6    | Muratabey Uşak Sportif  | 14 | 5  | 9  | 1056 | 1092 | −36  | 19  | relegado FIBA Europe Cup 16-17(FEC)              |       | 70-58 | 65-67 | 60-65 | 78-77 | 74-69 | —      | 87-64 | 96-76 |
| 7    | Openjobmetis Varese     | 14 | 4  | 10 | 981  | 1123 | −142 | 18  |                                                  |       | 83-82 | 67-86 | 76-71 | 70-75 | 82-88 | 85-77  | —     | 62-69 |
| 8    | Rosa Radom              | 14 | 3  | 11 | 959  | 1092 | −133 | 17  |                                                  | 63-83 | 65-71 | 66-70 | 93-85 | 63-79 | 83-77 | 61-74  | —     |       |

 Fuente: Basketball Champions League

### Grupo D
| Pos. | Equipo             | PJ | G  | P  | GF   | GC   | DG   | Pts | Clasificación                                    |       | CAN   | AVE   | SIG   | UTE   | BCO   | CIB    | MEG   | MOR    |
| ---- | ------------------ | -- | -- | -- | ---- | ---- | ---- | --- | ------------------------------------------------ | ----- | ----- | ----- | ----- | ----- | ----- | ------ | ----- | ------ |
| 1    | Iberostar Tenerife | 14 | 11 | 3  | 1135 | 948  | +187 | 25  | clasificado para la 2.ª eliminatoria de Play-Off |       | —     | 66-78 | 66-70 | 79-57 | 64-57 | 106-84 | 73-59 | 103-57 |
| 2    | Sidigas Avellino   | 14 | 10 | 4  | 1048 | 961  | +87  | 24  | clasificado para la 2.ª eliminatoria de Play-Off |       | 75-76 | —     | 72-69 | 74-64 | 72-77 | 75-57  | 85-61 | 53-60  |
| 3    | SIG Strasbourg     | 14 | 9  | 5  | 1069 | 977  | +92  | 23  | clasificado para la 1.ª eliminatoria de Play-Off |       | 72-75 | 63-57 | —     | 86-61 | 74-64 | 71-56  | 68-59 | 93-62  |
| 4    | Juventus Utena     | 14 | 8  | 6  | 1066 | 1096 | −30  | 22  | clasificado para la 1.ª eliminatoria de Play-Off |       | 71-93 | 75-85 | 91-84 | —     | 81-71 | 104-82 | 85-78 | 82-74  |
| 5    | Telenet Ostende    | 14 | 6  | 8  | 995  | 991  | +4   | 20  | relegado FIBA Europe Cup 16-17(FEC)              |       | 66-62 | 73-78 | 65-66 | 59-69 | —     | 82-70  | 82-74 | 80-60  |
| 6    | Cibona             | 14 | 5  | 9  | 1082 | 1155 | −73  | 19  | relegado FIBA Europe Cup 16-17(FEC)              |       | 57-85 | 83-84 | 93-88 | 81-72 | 71-77 | —      | 87-77 | 90-72  |
| 7    | Mega Leks          | 14 | 4  | 10 | 1016 | 1112 | −96  | 18  |                                                  |       | 73-98 | 70-84 | 86-82 | 77-79 | 76-70 | 81-79  | —     | 60-53  |
| 8    | Mornar             | 14 | 3  | 11 | 962  | 1133 | −171 | 17  |                                                  | 72-89 | 67-76 | 70-83 | 73-75 | 74-72 | 81-92 | 87-85  | —     |        |

 Fuente: Basketball Champions League

### Grupo E
| Pos. | Equipo                    | PJ | G  | P  | GF   | GC   | DG   | Pts | Clasificación                                    |  | BJK   | AEK   | PAR   | LUD   | DSS    | SPI   | ZGA   | SZO   |
| ---- | ------------------------- | -- | -- | -- | ---- | ---- | ---- | --- | ------------------------------------------------ |  | ----- | ----- | ----- | ----- | ------ | ----- | ----- | ----- |
| 1    | Beşiktaş Sompo Japan      | 14 | 12 | 2  | 1178 | 1050 | +128 | 26  | clasificado para la 2.ª eliminatoria de Play-Off |  | —     | 82–68 | 77–62 | 88–85 | 100–70 | 68–66 | 85–66 | 89–74 |
| 2    | AEK                       | 14 | 9  | 5  | 1107 | 992  | +115 | 23  | clasificado para la 1.ª eliminatoria de Play-Off |  | 78–88 | —     | 91–81 | 82–72 | 78–58  | 89–69 | 71–64 | 92–49 |
| 3    | Partizan NIS              | 14 | 8  | 6  | 1038 | 1046 | −8   | 22  | clasificado para la 1.ª eliminatoria de Play-Off |  | 86–71 | 65–69 | —     | 86–82 | 87–88  | 70–84 | 58–56 | 77–67 |
| 4    | MHP Riesen Ludwigsburg    | 14 | 8  | 6  | 1150 | 1058 | +92  | 22  | clasificado para la 1.ª eliminatoria de Play-Off |  | 89–83 | 72–67 | 64–65 | —     | 75–78  | 88–66 | 87–77 | 99–56 |
| 5    | Banco di Sardegna Sassari | 14 | 7  | 7  | 1099 | 1108 | −9   | 21  | clasificado para la 1.ª eliminatoria de Play-Off |  | 74–75 | 80–78 | 99–85 | 79–80 | —      | 95–75 | 74–70 | 97–88 |
| 6    | Proximus Spirou           | 14 | 6  | 8  | 1040 | 1113 | −73  | 20  | relegado FIBA Europe Cup 16-17(FEC)              |  | 75–92 | 58–80 | 63–65 | 78–96 | 63–57  | —     | 86–69 | 92–87 |
| 7    | Stelmet Zielona Góra      | 14 | 4  | 10 | 1020 | 1084 | −64  | 18  | relegado FIBA Europe Cup 16-17(FEC)              |  | 66–84 | 78–75 | 80–81 | 72–70 | 81–78  | 83–86 | —     | 83–63 |
| 8    | Szolnoki Olaj             | 14 | 2  | 12 | 1020 | 1201 | −181 | 16  |                                                  |  | 91–96 | 76–89 | 55–70 | 81–91 | 73–72  | 74–79 | 86–75 | —     |

 Fuente: Basketball Champions League

### Clasificaciones globales por posiciones

#### Clasificación de Segundos
Los tres mejores segundos se clasifican directos a la ronda de play off de  cuartos de final, mientras que los dos peores tienen que jugar los octavos de final.
| RK | Grupo | Equipo              | PJ | G  | P | Pfa  | Pco  | Df   | Clasifica          |
| -- | ----- | ------------------- | -- | -- | - | ---- | ---- | ---- | ------------------ |
| 1  | A     | Banvit              | 14 | 11 | 3 | 1130 | 1010 | +120 | 2.ª ronda play-off |
| 2  | C     | Neptunas            | 14 | 10 | 4 | 1051 | 958  | +93  | 2.ª ronda play-off |
| 3  | D     | Sidigas Avellino    | 14 | 10 | 4 | 1048 | 961  | +87  | 2.ª ronda play-off |
| 4  | E     | AEK Atenas          | 14 | 9  | 5 | 1107 | 992  | +115 | 1.ª ronda play-off |
| 5  | B     | Umana Reyer Venezia | 14 | 9  | 5 | 1033 | 1030 | +3   | 1.ª ronda play-off |

Actualizado 25 de enero de 2017

#### Clasificación de Quintos
El peor quinto será relegado a la FIBA Europe Cup, mientras que los cuatro mejores quintos se clasificarán para los octavos de final.
| RK | Grupo | Equipo                    | PJ | G | P | Pfa  | Pco  | Df | Clasifica                |
| -- | ----- | ------------------------- | -- | - | - | ---- | ---- | -- | ------------------------ |
| 1  | C     | Ventspils                 | 14 | 7 | 7 | 1061 | 1057 | +4 | 1.ª ronda play-off       |
| 2  | B     | Maccabi Rishon LeZion     | 14 | 7 | 7 | 1000 | 996  | +4 | 1.ª ronda play-off       |
| 3  | A     | Fraport Skyliners         | 14 | 7 | 7 | 978  | 983  | -5 | 1.ª ronda play-off       |
| 4  | E     | Banco Di Sardegna Sassari | 14 | 7 | 7 | 1099 | 1108 | -9 | 1.ª ronda play-off       |
| 5  | D     | Telenet Ostende           | 14 | 6 | 8 | 995  | 991  | +4 | relegado FIBA Europe Cup |

Actualizado 25 de enero de 2017

#### Clasificación de Séptimos
De los cinco séptimos, únicamente los dos mejores irán a la FIBA Europe Cup. Los tres peores séptimos y los cinco octavos, tras esta fase de grupos ponen fin a su andadura europea en la temporada 2016-2017.
| RK | Grupo | Equipo               | PJ | G | P  | Pfa  | Pco  | Df   | Clasifica                |
| -- | ----- | -------------------- | -- | - | -- | ---- | ---- | ---- | ------------------------ |
| 1  | B     | Kataja               | 14 | 6 | 8  | 1091 | 1131 | -40  | relegado FIBA Europe Cup |
| 2  | E     | Stelmet Zielona Góra | 14 | 4 | 10 | 1020 | 1084 | -64  | relegado FIBA Europe Cup |
| 3  | D     | Mega Leks            | 14 | 4 | 10 | 1016 | 1112 | -96  |                          |
| 4  | C     | Openjobmetis Varese  | 14 | 4 | 10 | 981  | 1123 | -142 |                          |
| 5  | A     | Helios Suns          | 14 | 2 | 12 | 834  | 947  | -113 |                          |

Actualizado 25 de enero de 2017.

## Play Offs

### Cuadro
|  | Octavos (1.ª Ronda)        | Octavos (1.ª Ronda) | Octavos (1.ª Ronda) |  |  | Octavos (2.ª ronda) | Octavos (2.ª ronda) | Octavos (2.ª ronda) |  |  | Cuartos de final    | Cuartos de final   | Cuartos de final |  |                    | Semifinales        | Semifinales      | Semifinales |  |                    | Final              | Final | Final |
|  |                            |                     |                     |  |  |                     |                     |                     |  |  |                     | Cruce por sorteo   |                  |  |                    |                    | Cruce por sorteo |             |  |                    |                    |       |       |
|  |                            |                     |                     |  |  | Bandera de Grecia   | Aris                | 134                 |  |  |                     |                    |                  |  |                    |                    |                  |             |  |                    |                    |       |       |
|  | Bandera de Grecia          | Aris                | 141                 |  |  | Bandera de Francia  | ASVEL               | 148                 |  |  |                     |                    |                  |  |                    |                    |                  |             |  |                    |                    |       |       |
|  | Bandera de Francia         | SIG                 | 133                 |  |  |                     |                     |                     |  |  | Bandera de España   | Iberostar Tenerife | 123              |  |                    |                    |                  |             |  |                    |                    |       |       |
|  |                            |                     |                     |  |  |                     |                     |                     |  |  | Bandera de Francia  | ASVEL              | 113              |  |                    |                    |                  |             |  |                    |                    |       |       |
|  |                            |                     |                     |  |  | Bandera de Grecia   | AEK Atenas          | 156                 |  |  |                     |                    |                  |  |                    |                    |                  |             |  |                    |                    |       |       |
|  | Bandera de Lituania        | Juventus            | 131                 |  |  | Bandera de Francia  | AS Monaco           | 163                 |  |  |                     |                    |                  |  |                    |                    |                  |             |  |                    |                    |       |       |
|  | Bandera de Grecia          | AEK Atenas          | 153                 |  |  |                     |                     |                     |  |  |                     |                    |                  |  | Bandera de España  | Iberostar Tenerife | 67               |             |  |                    |                    |       |       |
|  |                            |                     |                     |  |  |                     |                     |                     |  |  |                     |                    |                  |  | Bandera de Italia  | Reyer Venezia      | 58               |             |  |                    |                    |       |       |
|  |                            |                     |                     |  |  | Bandera de Grecia   | PAOK                | 120                 |  |  |                     |                    |                  |  |                    |                    |                  |             |  |                    |                    |       |       |
|  | Bandera de Grecia          | PAOK                | 156                 |  |  | Bandera de España   | Iberostar Tenerife  | 143                 |  |  |                     |                    |                  |  |                    |                    |                  |             |  |                    |                    |       |       |
|  | Bandera de Serbia          | Partizan            | 154                 |  |  |                     |                     |                     |  |  | Bandera de Italia   | Reyer Venezia      | 145              |  |                    |                    |                  |             |  |                    |                    |       |       |
|  |                            |                     |                     |  |  |                     |                     |                     |  |  | Bandera de Turquía  | Pinar Karsiyaka    | 140              |  |                    |                    |                  |             |  |                    |                    |       |       |
|  |                            |                     |                     |  |  | Bandera de Italia   | Banco Di Sardegna   | 147                 |  |  |                     |                    |                  |  |                    |                    |                  |             |  |                    |                    |       |       |
|  | Bandera de Italia          | Banco Di Sardegna   | 157                 |  |  | Bandera de Francia  | Le Mans Sarthe      | 129                 |  |  |                     |                    |                  |  |                    |                    |                  |             |  |                    |                    |       |       |
|  | Bandera de República Checa | CEZ Nymburk         | 156                 |  |  |                     |                     |                     |  |  |                     |                    |                  |  |                    |                    |                  |             |  | Bandera de España  | Iberostar Tenerife | 63    |       |
|  |                            |                     |                     |  |  |                     |                     |                     |  |  |                     |                    |                  |  |                    |                    |                  |             |  | Bandera de Turquía | Banvit             | 59    |       |
|  |                            |                     |                     |  |  | Bandera de Alemania | MHP RIESEN          | 125                 |  |  |                     |                    |                  |  |                    |                    |                  |             |  |                    |                    |       |       |
|  | Bandera de Israel          | Maccabi Rishon      | 148                 |  |  | Bandera de Lituania | Neptunas            | 119                 |  |  |                     |                    |                  |  |                    |                    |                  |             |  |                    |                    |       |       |
|  | Bandera de Alemania        | MHP RIESEN          | 167                 |  |  |                     |                     |                     |  |  | Bandera de Alemania | MHP RIESEN         | 145              |  |                    |                    |                  |             |  |                    |                    |       |       |
|  |                            |                     |                     |  |  |                     |                     |                     |  |  | Bandera de Turquía  | Banvit             | 146              |  |                    |                    |                  |             |  |                    |                    |       |       |
|  |                            |                     |                     |  |  | Bandera de Alemania | EWE Baskets         | 143                 |  |  |                     |                    |                  |  |                    |                    |                  |             |  |                    |                    |       |       |
|  | Bandera de Rusia           | Avtodor Saratov     | 176                 |  |  | Bandera de Turquía  | Banvit              | 152                 |  |  |                     |                    |                  |  |                    |                    |                  |             |  |                    |                    |       |       |
|  | Bandera de Alemania        | EWE Baskets         | 182                 |  |  |                     |                     |                     |  |  |                     |                    |                  |  | Bandera de Turquía | Banvit             | 83               |             |  |                    |                    |       |       |
|  |                            |                     |                     |  |  |                     |                     |                     |  |  |                     |                    |                  |  | Bandera de Francia | AS Monaco          | 74               |             |  |                    |                    |       |       |
|  |                            |                     |                     |  |  | Bandera de Italia   | Reyer Venezia       | 125                 |  |  |                     |                    |                  |  |                    |                    |                  |             |  |                    |                    |       |       |
|  | Bandera de Letonia         | Ventspils           | 135                 |  |  | Bandera de Italia   | Sidigas Avellino    | 117                 |  |  |                     |                    |                  |  |                    |                    |                  |             |  |                    |                    |       |       |
|  | Bandera de Italia          | Reyer Venezia       | 137                 |  |  |                     |                     |                     |  |  | Bandera de Italia   | Banco Di Sardegna  | 138              |  |                    |                    |                  |             |  |                    |                    |       |       |
|  |                            |                     |                     |  |  |                     |                     |                     |  |  | Bandera de Francia  | AS Monaco          | 152              |  |                    |                    |                  |             |  |                    |                    |       |       |
|  |                            |                     |                     |  |  | Bandera de Turquía  | Pinar Karsiyaka     | 171                 |  |  |                     |                    |                  |  |                    |                    |                  |             |  |                    |                    |       |       |
|  | Bandera de Alemania        | Fraport Skyliners   | 142                 |  |  | Bandera de Turquía  | Beşiktaş            | 155                 |  |  |                     |                    |                  |  |                    |                    |                  |             |  |                    |                    |       |       |
|  | Bandera de Turquía         | Pinar Karsiyaka     | 152                 |  |  |                     |                     |                     |  |  |                     |                    |                  |  |                    |                    |                  |             |  |                    |                    |       |       |

### Octavos

#### 1.ª Ronda
| Equipo 1          | Agr.    | Equipo 2        | Ida   | Vuelta |
| ----------------- | ------- | --------------- | ----- | ------ |
| Aris              | 141-133 | SIG Strasbourg  | 71-52 | 70-81  |
| Ventspils         | 135-137 | Reyer Venezia   | 74-67 | 61-70  |
| Avtodor Saratov   | 176-182 | EWE Baskets     | 87-84 | 89-98  |
| Juventus          | 131-153 | AEK             | 77-78 | 54-75  |
| PAOK              | 156-154 | Partizan NIS    | 74-76 | 82-78  |
| Maccabi Rishon]   | 148-167 | MHP RIESEN      | 66-83 | 82-84  |
| Fraport Skyliners | 142-152 | Pınar Karşıyaka | 90-80 | 52-72  |
| Banco di Sardegna | 157-156 | CEZ Nymburk     | 94-72 | 63-84  |

#### 2.ª Ronda
| Equipo 1              | Agr.    | Equipo 2           | Ida   | Vuelta |
| --------------------- | ------- | ------------------ | ----- | ------ |
| EWE Baskets Oldenburg | 143–152 | Banvit             | 82-82 | 61-70  |
| Banco di Sardegna     | 147–129 | Le Mans Sarthe     | 79-63 | 68-66  |
| Aris                  | 134–148 | ASVEL              | 67-67 | 67-81  |
| AEK                   | 156–163 | Monaco             | 69-68 | 87-95  |
| PAOK                  | 120–143 | Iberostar Tenerife | 66-63 | 54-80  |
| Pınar Karşıyaka       | 171–155 | Beşiktaş           | 75-70 | 96-85  |
| MHP RIESEN            | 125–119 | Neptūnas           | 73-61 | 52-58  |
| Reyer Venezia         | 125–117 | Sidigas Avellino   | 53-49 | 72-68  |

### Cuartos
Los emparejamientos de esta ronda corresponden al resultado de un sorteo.
| Equipo 1        | Agr.    | Equipo 2           | Ida   | Vuelta |
| --------------- | ------- | ------------------ | ----- | ------ |
| Banvit          | 146–145 | MHP RIESEN         | 87-92 | 59-53  |
| ASVEL           | 113–123 | Iberostar Tenerife | 62-62 | 51-61  |
| Pınar Karşıyaka | 140–145 | Reyer Venezia      | 74-71 | 66-74  |
| Monaco          | 152–138 | Banco di Sardegna  | 73-62 | 79-76  |

## Final Four
La Final Four se disputó en el Pabellón Insular Santiago Martín (5.100 espectadores) de la ciudad de San Cristóbal de La Laguna situada en la isla de Tenerife (España), en el fin de semana del 28-30 de abril de 2017.
La elección de la sede fue competencia de la FIBA, quién por diversos factores eligió la cancha del Iberostar Tenerife como el pabellón más idóneo para el evento final de entre las cuatro canchas finalistas.

### Semifinales
Los emparejamientos de semifinales fueron sorteados el día 7 de abril desde la isla de Tenerife.
| 28 de abril - 17:00 (BST) Semifinal 1 | Banvit                                                                            | 83–74        | AS Mónaco                                             | La Laguna, Tenerife                                                                                             |  |
|                                       | Parciales: 14-23, 23-22, 18-8, 28-21                                              |              |                                                       | |  |
|                                       | Estadísticas Jordan Theodore 21 Gašper Vidmar y Damián Kulig 6 Jordan Theodore 11 | Pts Reb Asts | Estadísticas 20 Jamal Shuler 7 Dee Bost 5 Zack Wright | Pabellón: Santiago Martín Asistencia: 4000 espectadores Árbitros: Srdan Dozai Marek Cmikiewicz Tomas Jasevicius |  |

| 28 de abril - 20:00 (BST) Semifinal 2 | Iberostar Tenerife                                                              | 67–58        | Umana Reyer Venezia                                                         | La Laguna, Tenerife |  |
|                                       | Parciales: 16-21, 24-13, 16-8, 11-16                                            |              |                                                                             | |  |
|                                       | Estadísticas Tim Abromaitis 19 Tim Abromaitis 8 Marius Grigonis y Davin White 3 | Pts Reb Asts | Estadísticas 13 Marquez Haynes 6 Melvin Ejim 3 Melvin Ejim y Marques Haynes | Pabellón: Santiago Martín Asistencia: 4800 espectadores Árbitros: Panagiotis Anastopoulos Aleksandar Glisic Ademir Zurapovic |  |

### Partido por el tercer puesto
| 30 de abril - 16:15 (BST) 3 y 4 puesto | AS Mónaco                                                                | 91–77        | Umana Reyer Venezia                                                             | La Laguna, Tenerife |  |
|                                        | Parciales: 26-21, 21-12, 26-22, 18-22                                    |              |                                                                                 | |  |
|                                        | Estadísticas Brandon Davies 17 Brandon Davies y Amara Sy 7 Zack Wright 8 | Pts Reb Asts | Estadísticas 13 Marquez Haynes y Jamelle Hagins 7 Michael Bramos 6 Ariel Filloy | Pabellón: Santiago Martín Asistencia: 4000 espectadores Árbitros: Aleksandar Glisic Markos Michaelides Ademir Zurapovic |  |

### Final
| 30 de abril - 19:15 (BST) Gran final | Iberostar Tenerife                                              | 63–59        | Banvit                                                                | La Laguna, Tenerife |  |
|                                      | Parciales: 16-12, 18-19, 17-15, 12-13                           |              |                                                                       | |  |
|                                      | Estadísticas Marius Grigonis 18 Georgios Bogris 6 Davin White 5 | Pts Reb Asts | Estadísticas 17 Jordan Theodore 13 Gediminas Orelik 4 Jordan Theodore | Pabellón: Santiago Martín Asistencia: 5050 espectadores Árbitros: Panagiotis Anastopoulos Marek Cmikiewicz Srdan Dozai |  |

| Campeón BCL 2016–17                           |
| --------------------------------------------- |
| C.B. Canarias (Iberostar Tenerife) 1.º título |